# 乐以成
乐以成（1904年—2001年），又名乐韵樵，女，西康（今四川）芦山人，中国妇产科专家，曾任第三届全国人大代表，第五、六届全国政协委员。